# リガ工科大学

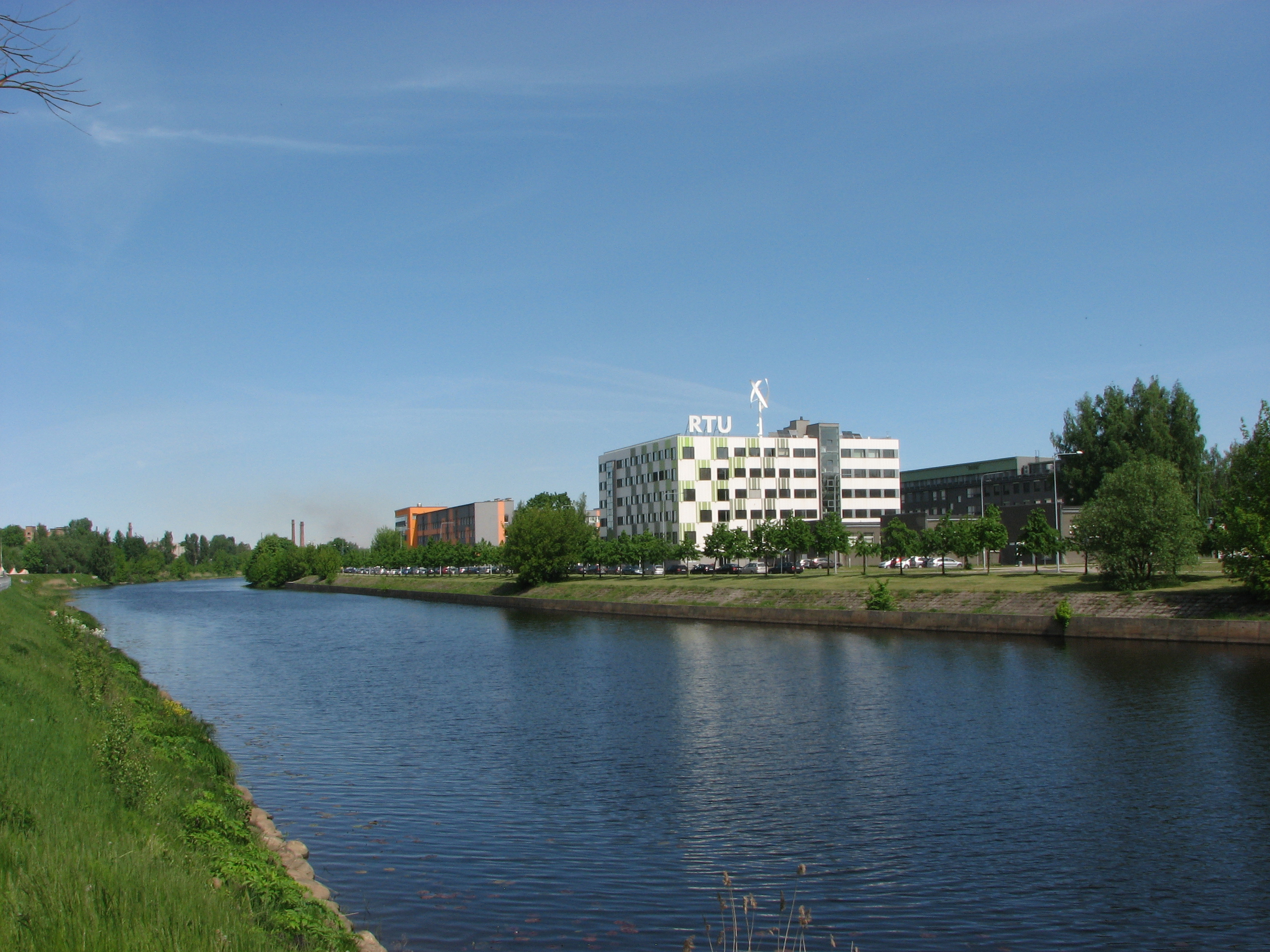
Riga Zunds and RTU

リガ工科大学（リガこうかだいがく、英: Riga Technical University、RTU、ラトビア語: Rīgas Tehniskā universitāte）は、ラトビアの首都リガにある大学。1862年10月14日に設立され、バルト三国では最も古い工科大学である。

## 歴史
- 1862年 -  Rīgas Politehnikumsとして設立される。帝政ロシア初のポリテクニックであり、4つの技術系学部（建築、工学、機械工学、化学）に加えて、農学部や商学部も設置していた。また、ドイツ語による教育も行われていた。
- 1896年 - Rīgas Politehniskais institūtsに改称される。
- 1919年 - Latvijas Augstskola（ラトビア応用科学大学、1923年以降はラトビア大学）に技術学部として編入された。
- 1958年 - ラトビア大学から分離され、リガ工科大学として再独立。
- 1983年 - ソビエト連邦共産党の政治家アーヴィド・ペリシェにちなみ、アーヴィド・ペリシェ・リガ工科大学（ラトビア語: Arvīda Pelšes vārdā nosauktais Rīgas politehniskais institūts）に改称される。
- 1990年 - リガ工科大学に名称が戻される（ラトビア語名称はRīgas Tehniskā universitāte、英語名称はRiga Technical University）。

## 組織
大学は現在、9つの学部で構成されている。
- 建築・都市計画学部
  - 建築デザイン学科
  - 歴史と建築理論学科
  - 美術学科

- 電子通信学部
  - 電気通信ネットワーク学科
  - 伝送システム学科
  - 運輸電子通信学科
  - 無線システム学科
  - 電子機器学科
  - エレクトロニクス基礎学科

- eラーニング技術と人文科学部
  - スポーツ学科
  - 社会科学科
  - 工学教育学および心理学科
  - 特別な目的のための言語学科
  - 技術翻訳学科

- 電気環境工学部
  - 電気工学科
  - 産業用電子電気技術学科
  - 電力システム制御および自動化学科
  - 電気機械・装置学科
  - 電力供給学科
  - 環境エネルギー学科

- コンピュータサイエンス・情報科学部
  - モデリングとシミュレーション学科
  - 経営情報技術学科
  - 画像処理およびコンピュータグラフィックス学科
  - コンピュータネットワークおよびシステム技術学科
  - コンピュータ制御システム学科
  - 応用コンピュータサイエンス学科
  - ソフトウェア工学科
  - 人工知能およびシステム工学科
  - 数理工学科
  - 確率論と数理統計学科

- 建設土木学部
  - 道路橋梁学科
  - 地理学科
  - 構造解析学科
  - 構造工学科
  - コンピュータ支援工学グラフィックス学科
  - 熱ガス技術学科
  - 水工学技術学科
  - 土木建設学科
  - 建設技術学科
  - 複合材料および構造学科
  - 建材・製品学科

- 経済工学部
  - 労働安全衛生学科
  - 国際ビジネス、交通経済学およびロジスティクス学科
  - 税関学科
  - 土木・不動産経済・経営学科
  - 領土開発管理および都市経済学科
  - 品質技術学科
  - イノベーションと経営管理学科
  - コーポレートファイナンス経済学科

- 材料科学・応用化学部
  - ケイ酸塩、高温および無機ナノ材料技術学科
  - 高分子材料技術学科
  - 総合化学工学科
  - 材料物理学科
  - 半導体物理学科
  - 光学科
  - 化学科
  - 生物活性化合物化学技術学科
  - デザイン材料技術学科
  - 衣料・繊維技術学科

- 運輸機械工学部
  - 航空技術学科
  - アビオニクス学科
  - 航空機理論設計学科
  - 運輸システム・ロジスティクス学科
  - 医学物理工学科
  - ナノエンジニアリング学科
  - 機器工学科
  - 材料加工技術学科
  - 理論力学と材料力学学科
  - 機械工学および工業デザイン学科
  - 熱および電力工学システム学科
  - 鉄道運輸学科
  - 自動車工学科
  - 鉄道自動テレマティクス学科

### ビジネススクール
リガ・ビジネススクール（Riga Business School）は、リガ工科大学内にあるビジネススクールである。1991年にニューヨーク州立大学バッファロー校、オタワ大学と連携して設立され、バルト三国で初めて経営学修士（MBA）を与える高等教育機関となった。国内外の中堅・上級管理職を中心に800名以上のMBA卒業生を輩出している。教育基準やシステムは、ケーススタディやグループワーク、授業への積極的な参加などを盛り込んだ北アメリカ式のものを採用している。

## 歴代学長
- Kristaps Neilands (1958-1960)
- Aleksandrs Mālmeistars (1961-1963)
- Aleksandrs Veiss (1963-1985)
- Egons Lavendelis (1985-1999)
- Ivars Knēts (1999-2011)
- Leonīds Ribickis (2011-2023)
- Tālis Juhna (2023-)

## ランキング
2017年3月、リガ工科大学はU-Multirankによる評価で、ラトビア国内の大学で1位を獲得した。卒業生の就職に関しては最高評価（Aレベル）を得ている。英語による学士課程の教育、起業・独立、ポスドク研究過程、科学における創造性などに関しても同様の評価を得た。
2020年には、持続可能な開発における大学のパフォーマンスを評価するTHE世界大学ランキングのサスティナビリティー部門でラトビアの高等教育機関としては最も高い評価を得、最高評価の大学グループに位置づけられた。
また、「QS World University Rating」「Eduniversal」「GreenMetric」など、他のヨーロッパおよび世界的な大学ランキングにも掲載されている。

## 著名な教員と卒業生

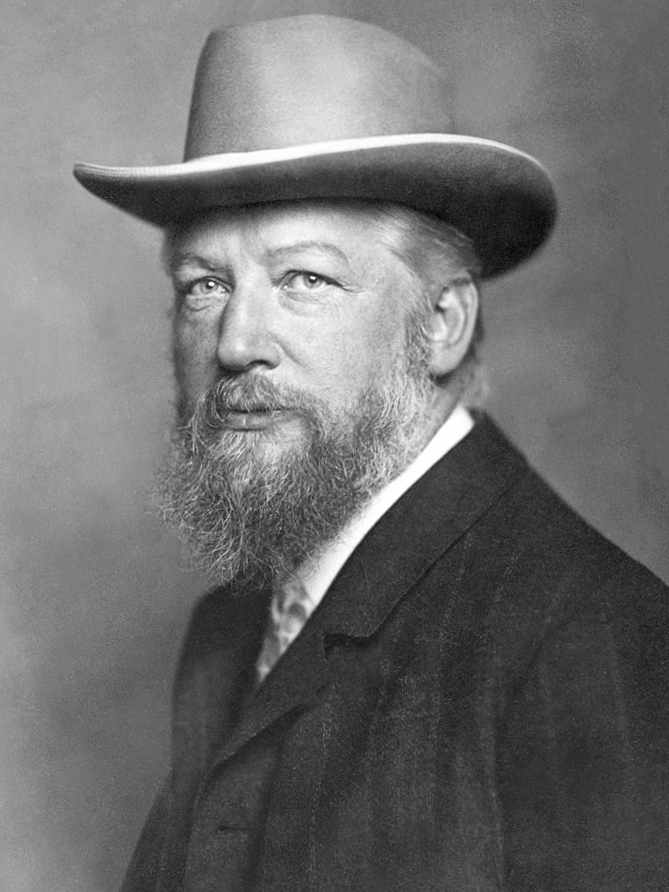
ヴィルヘルム・オストヴァルト、ニコラ・ペルシード作

### 教員
- ヴィルヘルム・オストヴァルト  - 化学者、ノーベル化学賞受賞者（在職：1881年-1887年）

### 卒業生
- アルフレート・ローゼンベルク  - ドイツの政治家、東部占領地域大臣、戦争犯罪で処刑
- パウル・ヴァルデン - 化学者、室温イオン液体である硝酸エチルアンモニウムの合成に初めて成功
- フリードリッヒ・ザンデル  - ロケットと宇宙飛行のパイオニア
- イグナツィ・モシチツキ - ポーランドの大統領（1926年-1939年）
- Bruno Abakanowicz - ポーランドの数学および電気エンジニア
- ヴワディスワフ・アンデルス - ポーランド軍の将軍であり、ポーランド亡命政府の政治家
- Zbigņevs Stankevičs - リガのローマカトリック大司教（2010年- ）
- モイセイ・ギンズブルグ – ロシア構成主義の芸術家
- ジョージ・アーミットステッド（ラトビア語：Georgs Armitsteds、1847年-1912年） - エンジニア、起業家、リガの4代目市長
- ミハイル・ドリヴォ＝ドブロヴォルスキー （1862年-1919年）- エンジニア兼発明家、三相交流送電システムの発明者
- エルンスト・エンノ  - エストニアの詩人兼作家。
- ユハン・クック - エストニアの国老（国家元首、1922年-1923年）
- ジクフリーツ・アンナ・メイエロヴィッチ - ラトビア共和国初代外務大臣・第2代首相
- フーゴ・ツェルミシュ - 政治家、社会活動家、農業専門家、元ラトビア首相
- アンドリス・ベールジンシュ - ラトビア共和国第8代大統領（2011年-2015年）
- ヴァルディス・ドンブロウスキス - 元ラトビア首相（2009年-2014年）

## ギャラリー

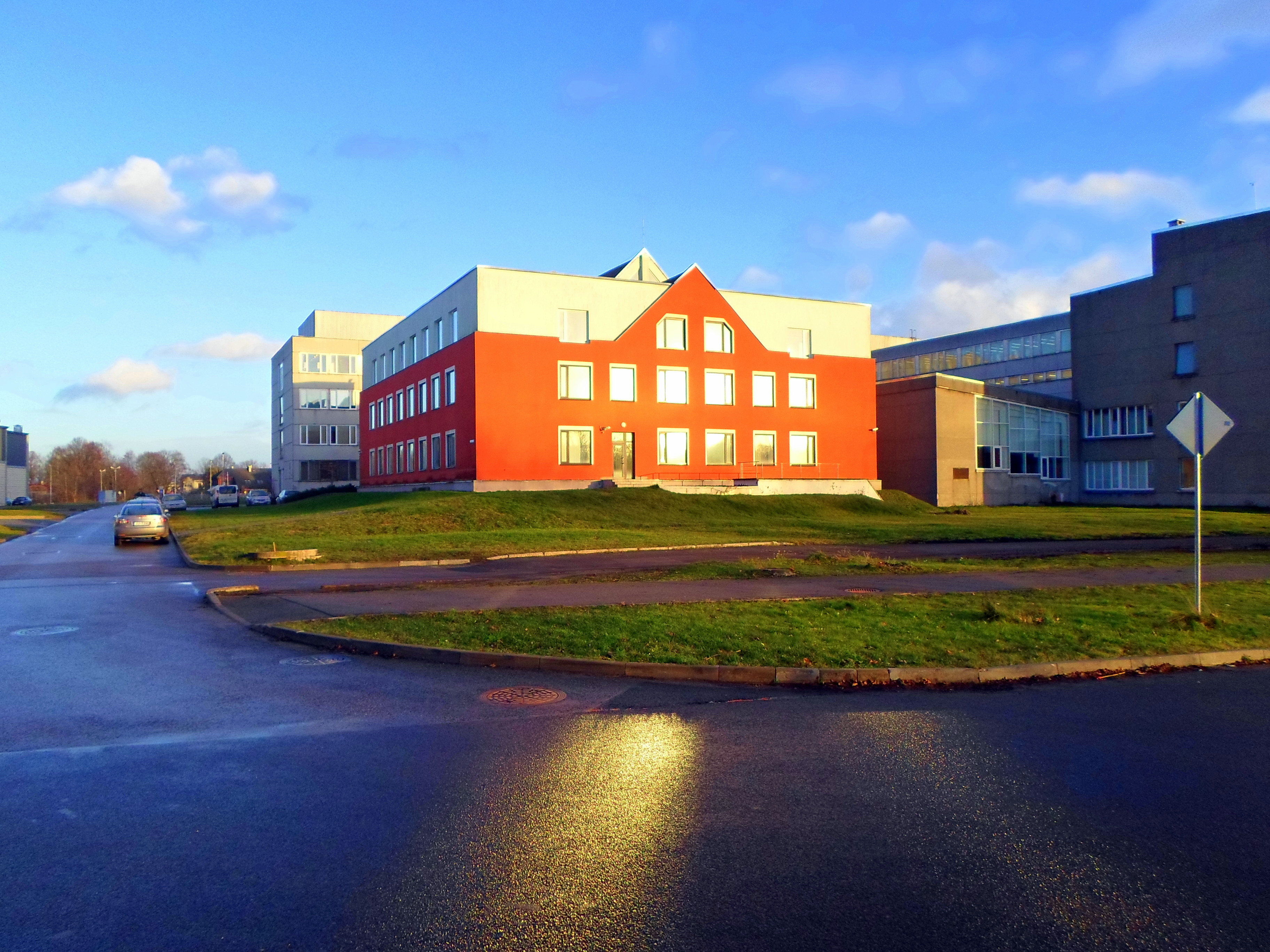
科学図書館
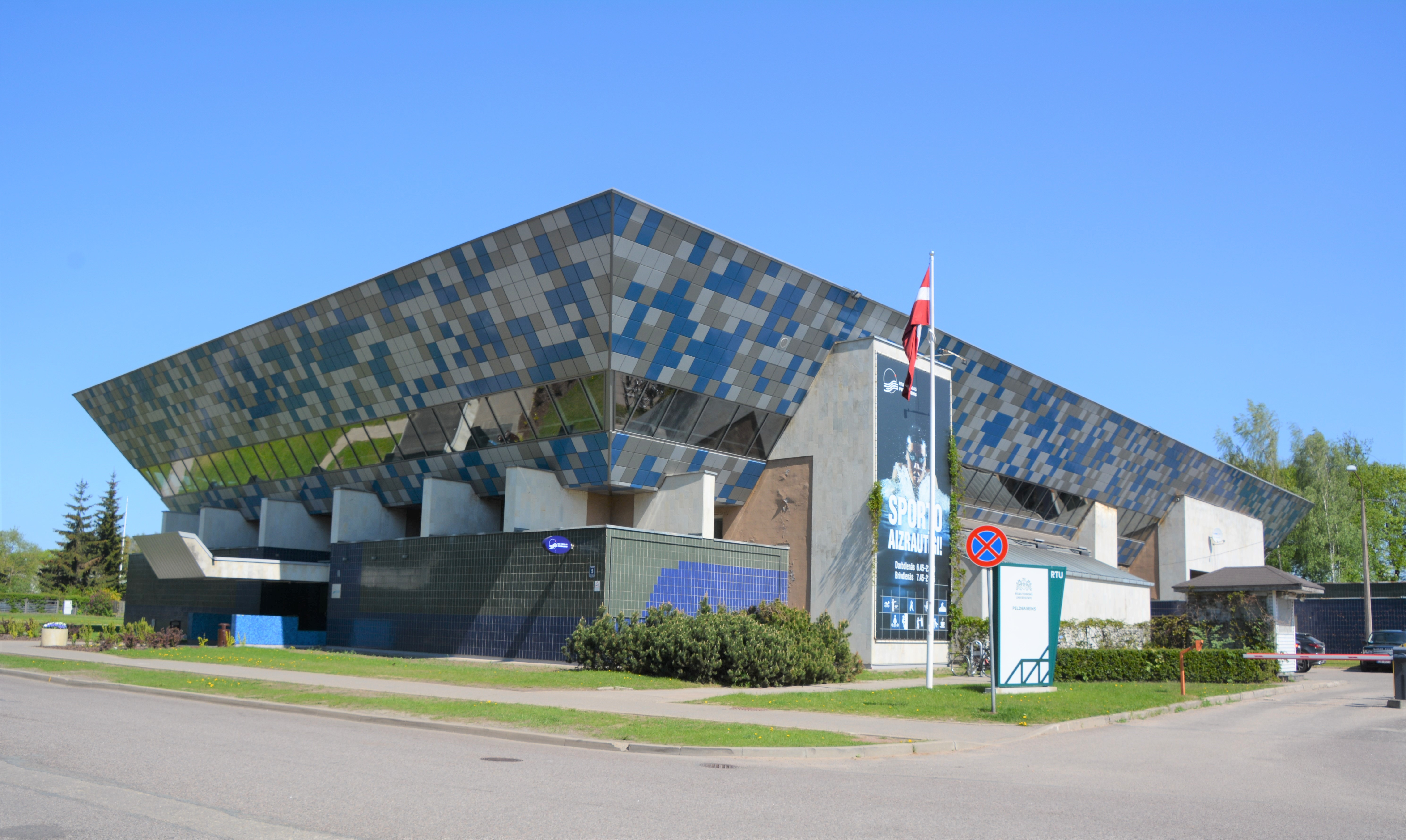
Ķīpsalaのアクアティックセンター